# Wygoda (Bolęcin)
Wygoda – część wsi Bolęcin w Polsce położona w województwie małopolskim, w powiecie chrzanowskim, w gminie Trzebinia.
W latach 1975–1998 Wygoda administracyjnie należała do województwa katowickiego.